# Клейстерс, Ким
Ким Антони Лоде Клейстерс (нидерл. Kim Antonie Lode Clijstersо файле, МФА: [kɪm ˈklɛistərs], род. 8 июня 1983, Билзен, провинция Лимбург, Бельгия) — бельгийская теннисистка; бывшая первая ракетка мира в одиночном и парном разрядах; шестикратная победительница турниров Большого шлема (из них четыре в одиночном и два в парном разряде); шестикратная финалистка турниров Большого шлема (из них четыре в одиночном разряде и по одному в женской паре и миксте); победительница трёх Итоговых турниров WTA в одиночном разряде; обладательница Кубка Федерации 2001 года в составе сборной Бельгии; победительница 52 турниров WTA (из них 41 в одиночном разряде). Член Международного зала теннисной славы с 2017 года.
В юниорах — победительница двух юниорских турниров Большого шлема в парном разряде в 1998 году; финалистка одного юниорского турнира Большого шлема в одиночном разряде в 1998 году и одного в парном разряде в 1999 году; победительница парного турнира Orange Bowl (1997); бывшая 4-я ракетка мира в юниорском парном рейтинге.

## Биография
Семья

Дочь футболиста, игрока сборной Бельгии Лео Клейстерса (умер в 2009 году). Её мама — Элс была известной в Бельгии гимнасткой. Младшая сестра Элке Клейстерс также была профессиональной теннисисткой и максимально поднималась на 244-е место парного рейтинга.
С 13 июля 2007 года замужем за баскетболистом Брайаном Линчем (род. 1978), до свадьбы они встречались два года. У супругов трое детей — дочь Джада Элли (род. 27.02.2008), сыновья Джек Леон (род. 18.09.2013) и Блейк Ричард (род. 30.10.2016).
Награды

Бельгийский союз спортивных журналистов избирал Клейстерс спортсменкой года в 1999, 2000, 2001, 2002, 2005, 2009 и 2010 годах. В 2001 она вместе с Жюстин Энен была награждена Национальным призом за заслуги в спорте. В 2003 году стала кавалером Большого Креста Ордена Короны.
В её честь назван астероид (11947) Кимклейстерс.

## Спортивная карьера

### Начало карьеры
Выступления в юниорах

Клейстерс начала заниматься теннисом в возрасте шести лет. В Юниорском туре ITF она впервые выступила в мае 1996 года на турнире в Бельгии, незадолго до своего 13-летия. Активно играть в юниорском туре стала со следующего года. В декабре 1997 года ей удалось выиграть парный розыгрыш престижного турнира среди девушек Orange Bowl в дуэте с венгеркой Жофией Губачи. В 1998 году пришли успехи на юниорских турнирах серии Большого шлема. Клейстерс выиграла парный розыгрыш на Ролан Гаррос в партнёрстве с Еленой Докич и такой же титул на юниорском Открытом чемпионате США в паре с датчанкой Евой Дюрберг. В одиночном разряде летом Ким остановилась в шаге от титула на юниорском Уимблдоне, проиграв в финале Катарине Среботник. К концу сезона она смогла занять 11-е место в одиночном и 4-е есто в парном юниорских рейтингах. В 1999 году Клейстерс уже активно выступала на взрослом уровне и провела лишь один заключительный юниорский турнир на Ролан Гаррос, где смогла пройти в финал парных соревнований в альянсе с Мией Бурич.
Начало взрослой карьеры

Первые взрослые турниры из цикла ITF Клейстерс сыграла в августе 1997 года у себя на родине. На первом турнире она не прошла квалификацию, а затем на грунтовом 10-тысячнике в бельгийском городке Коксейде её преодолела и, одержав победы в двух матчах, дошла до 1/4 финала. Больше в этом году на взрослом уровне не выступала. Более активно на взрослом уровне стала выступать с лета 1998 года. В июле на втором в своей жизни взрослом турнире одержала первую победу в ITF, выиграв грунтовый 10-тысячник в Брюсселе в одиночном и парном разрядах. По ходу турнира уступила только один сет, выбив при этом из розыгрыша вторую и третью сеяных. В финале была обыграна чешка Дениса Соботкова, на тот момент 505-я ракетка мира — 7:6, 6:1.
В августе 1998 года Клейстерс снова выступила на турнире в Коксейде, и на этот раз одержала победу — этот титул стал для неё вторым подряд в рамках ITF-тура. По ходу турнира 15-летняя теннисистка не проиграла ни одного сета, одолев в финале 359-ю ракетку мира испанку Лурдес Домингес Лино — 6:3, 6:4. На 10-тысячнике в Брюсселе, проходившем на следующей неделе, Клейстерс проиграла этой же сопернице уже во втором круге, но смогла выиграть там парные соревнования. В ноябре Клейстерс сыграла 25-тысячник в израильском Рамат-ха-Шароне, где прошла квалификацию и добралась до 1/4 финала основной сетки. Именно тогда Клейстерс впервые сыграла матч на взрослом уровне со своей соотечественницей Жюстин Энен. Их первая встреча закончилась в пользу Энен — 6:1, 7:6. На этом же турнире Клейстерс и Энен сыграли совместно в парном разряде и взяли главный приз.
В 1999 году для Клейстерс стал первым на топ-уровне. Она начала сезон в пятой сотне рейтинга, а завершила его игроком первой сотни (по итогам года она оказалась 47-й). Клейстерс начала выступления в феврале с 10-тысячника в английском Шеффилде, который выиграла, ни разу не отдав соперницам в сете больше четырёх геймов. Во втором круге была обыграна первая ракетка соревнований южноафриканка Сурина де Бер — 6:3, 6:4, а в финале — 315-я ракетка мира голландка Ким де Вейле — 6:3, 6:1. Этот титул стал третьим для Клейстерс в рамках соревнований ITF. В марте она заявилась на грунтовый 25-тысячник в Реймсе (Франция), где не без труда прошла квалификацию. Во втором круге основной сетки бельгийке противостояла первая сеяная словачка Катарина Студеникова, 104-я ракетка мира. При счёте 2:1 в первом сете в пользу Клейстерс, Студеникова была вынуждена сняться из-за травмы. В итоге Клейстерс дошла до финала, где опять встретилась с Жюстин Энен — и снова ей проиграла, на этот раз со счётом 4:6, 4:6. В апреле Клейстерс дошла до полуфинала грунтового 25-тысячника в португальском Эшпинью, обыграв по ходу третью и пятую сеяных итальянку Франческу Лубьяни и венгерку Киру Надь соответственно.
В мае 1999 года Клейстерс дебютировала в WTA-туре в возрасте 15 лет. Произошло это на грунтовых кортах турнира в Антверпене, куда она пробилась через квалификационный отбор. В основной сетке последовали две её первые победы над игроками первой сотни: 90-й ракеткой мира японкой Михо Саэки в стартовом матче (6:2, 6:1) и 82-й ракеткой мира немкой Еленой Вагнер (6:2, 6:2). Но в 1/4 финала Клейстерс уступила первой сеяной и 35-й ракетке планеты Саре Питковски из Франции — 6:3, 5:7, 1:6.
В июне состоялся дебют Клейстерс на уровне взрослых соревнований Большого шлема — на Уимблдон. Впервые выступавшая на взрослом уровне на травяном покрытии бельгийка прошла три круга квалификации. В первом круге основной сетки ей противостояла 94-я ракетка мира южноафриканка Йоаннетта Крюгер, которую Клейстерс победила — 6:2, 6:3. Далее последовал разгром хозяйки кортов Карен Кросс (6:2, 6:0). В третьем круге соперницей стала 12-я сеяная и 10-я ракетка мира южноафриканка Аманда Кётцер. Но несмотря на то, что это была её первая встреча с игроком десятки, 16-летняя Клейстерс достаточно легко победила — 6:2, 6:4. В 1/8 финала проиграла Штеффи Граф — 2:6, 2:6. После Уимблдона Клейстерс впервые вошла в первую сотню рейтинга, став 98-й.
В августе 1999 года Клейстерс неудачно выступила на втором в своей карьере турнире WTA — в бельгийском Кнокке-Хейсте она проиграла в первом же круге третьей сеяной и 46-й ракетке мира словачке Карине Габшудовой — 4:6, 0:6. За этим последовал дебют Клейстерс на Открытом чемпионате США. В первых двух кругах победы над немкой Анкой Барна и чешкой Адрианой Герши были одержаны сравнительно легко. В третьем круге Клейстерс противостояла седьмая сеяная и 6-я ракетка мира Серена Уильямс. В третьем сете она вела со счётом 5:3, однако Уильямс победила 4:6, 6:2, 7:5, а затем выиграла и весь турнир.
Осенью 1999 года Клейстерс выиграла первый титул в WTA-туре. Сделала это она на зальном турнире в Люксембурге, где начинала с квалификации и выиграла восемь матчей подряд, в том числе в финале у соотечественницы Доминик ван Рост — 6:2, 6:2. Титул позволил Клейстерс войти в топ-50 мирового рейтинга. В октябре на турнире в Братиславе 16-летняя бельгийка в финале проиграла Амели Моресмо в двух сетах. В Братиславе она выиграла первый титул в парном разряде, завоевав его в команде с Лоранс Куртуа.
По итогам сезона Клейстерс получила признание ассоциации в виде награды «Новичок года».

### 2000—2001 (попадание в топ-10, финал на «Ролан Гаррос», победа на Кубке Федерации)

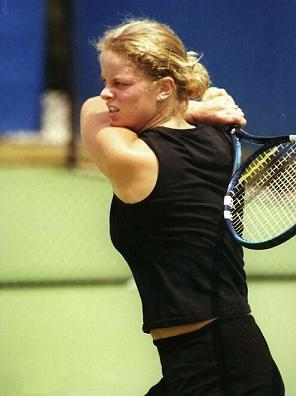
Клейстерс на турнире в Сиднее 2001 года

На старте сезона 2000 года Клейстерс смогла выиграть второй титул в основном туре. Она победила на турнире в Хобарте, обыграв в финале Чанду Рубин из США в трёх сетах. Однако затем дебютный Открытый чемпионат Австралии завершился поражением в первом раунде от Доминик ван Рост. В марте на турнирах 1-й категории в Индиан-Уэллсе и Майами Клейстерс смогла доиграть до стадии четвёртого раунда. В апреле она дебютировала в составе сборной Бельгии в розыгрыше Кубка Федерации. В групповом раунде она выиграла два матча из трёх и смогла переиграть пятую ракетку мира Натали Тозья. Сборная Бельгии в своей группе смогла занять первое место и выйти в полуфинал. В мае совместно с Сабин Аппельманс удалось выиграть парный приз на домашнем турнире в Антверпене. В 2000 году Клейстерс не удалось себя проявить на Больших шлемах в одиночных соревнованиях. На Ролан Гаррос она выбыла, как и в Австралии в первом раунде, а на Уимблдоне и Открытом чемпионате США смогла доиграть только второго раунда. Зато на Уимблдоне она смогла сыграть первый финал Большого шлема, добившись его в миксте в партнёрстве с Ллейтоном Хьюиттом.
Осенью 2000 года Клейстерс хорошо сыграла на двух зальных турнирах 2-й категории в Германии. В октябре она доиграла до финала турнире в Фильдерштадте, где среди прочих обыграла двух теннисисток из топ-10 (Кончиту Мартинес и Натали Тозья). Затем в начале ноября в Лейпциге Клейстерс вновь смогла за один турнир выиграть двух представительниц первой десятки (Аранчу Санчес Викарио и Анну Курникову), а в финале одолела Елену Лиховцеву и завоевала второй одиночный трофей в сезоне. В мировом рейтинге Ким смогла войти в топ-20 и впервые сыграла на Итоговом турнире WTA. В первом раунде она смогла вновь одолеть № 8 в мире Аранчу Санчес Викарио, а в четвертьфинале уступила россиянке Елене Дементьевой. Последнем выступлением в сезоне стала играл против Линдсей Дэвенпорт в полуфинале Кубка Федерации, которую Клейстерс проиграла. Бельгийки уступили путь финал сборной США. По итогам сезона Клейстерс заняла 18-е место одиночного рейтинга.
В 2001 году Клейстерс продолжила свой прогресс. На Открытом чемпионате Австралии она впервые вышла в четвёртый раунд. В марте Ким удачно сыграла на крупном турнире в Индиан-Уэллсе. В полуфинале она смогла переиграть первую ракету мира Мартину Хингис (6:2, 2:6, 6:1). Главным достижением сезона стало выступление на Открытом чемпионате Франции, где Клейстерс смогла доиграть до финала. Она стала первым представителем Бельгии, кому удалось выйти в финал Большого шлема в одиночном разряде. В полуфинале она второй раз в сезоне обыграла свою соотечественницу Жюстин Энен (2:6, 7:5, 6:3), доведя их личный баланс матчей на взрослом уровне до счёта 2-2. Финал Ролан Гаррос Клейстерс сыграла на следующий день после своего 18-летия против американки Дженнифер Каприати. Матч продолжался 2 часа и 21 минуту и был сыгран с рекордным для турнира количеством геймов в третьем сете (22) и закончился поражением от Каприати со общим счётом 6:1, 4:6, 10:12. После выступления на Ролан Гаррос Клейстерс впервые в карьере поднялась в топ-10 мирового рейтинга, заняв 7-е место.
В травяном отрезке сезона 2001 года Клейстерс сыграла два турнира. В Хертогенбосе она вышла в финал, где у неё взяла реванш Жюстин Энен. На Уимблдонском турнире бельгийка впервые смогла выйти в четвертьфинал одиночных соревнований. В парном разряде на Уимблдоне в партнёрстве с Ай Сугиямой она вышла в финал. В полуфинале они смогли обыграть вторых номеров посева Вирхинию Руано Паскуаль и Паолу Суарес, а в решающем матче проиграли первым номерам посева Лизе Реймонд и Ренне Стаббс. После Уимблдона Клейстерс сыграла на турнире в Кнокке-Хейсте, где вышла в полуфинал. На следующей неделе после этого она выиграла турнир 2-й категории в Станфорде, обыграв в финале четвёртую ракетку мира Линдсей Дэвенпорт. Титул позволил Ким подняться на пятое место рейтинга.
В августе 2001 года Клейстерс один раз вышла в полуфинал на Нью-Хэйвене. На Открытом чемпионате США ей удалось доиграть до четвертьфинала. В осенней части сезона Ким выиграла сразу два титула. В сентябре в Лейпциге, обыграв в финале Магдалену Малееву и в октябре в Люксембурге, нанеся поражение в решающем матче Лизе Реймонд. Клейстерс сыграла на Итоговом турнире и смогла на нём выйти в полуфинал. В завершении сезона она помогла сборной Бельгии впервые в истории стать победительницами Кубка Федерации. Клейстерс выиграла все три личных матча и один парный на групповом этапе, а в финале против сборной России принесла решающее очко, обыграв Елену Дементьеву со счётом 6:0, 6:4.

### 2002—2003 (победы на Итоговых турнирах и парных Больших шлемах, финалы во Франции и США и № 1 в мире)

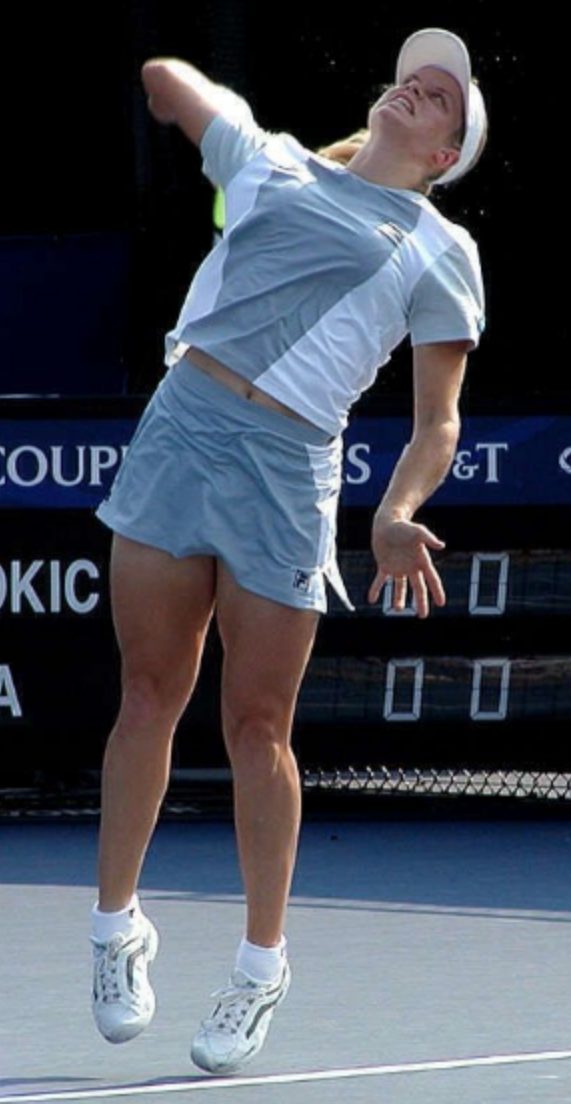
Клейстерс на турнире в Монреале 2002 года

В январе 2002 года на турнире в Сиднее Клейстерс в 1/4 финала обыграла Жюстин Энен. Следующий раз они сыграли друг с другом в четвертьфинале Открытого чемпионата Австралии и вновь победу одержала Клейстерс (6:2, 6:3), выйдя в период по количеству побед в их матчах (4-3). В полуфинале Клейстерс сыграла против действующей чемпионки турнира и её сопернице по прошлогоднему финалу на Ролан Гаррос — Дженнифер Каприати. В трёх сетах победу одержала американка. Весной в общей сложности пять недель провела в статусе третьей ракетки мира. Первый титул в сезоне Клейстерс завоевала в начале мая на грунтовом турнире 2-й категории в Гамбурге. В финале Ким смогла одолеть первую ракетку мира Винус Уильямс — 1:6, 6:3, 6:4. В мае она смогла сыграть в полуфинале турнира 1-й категории в Риме, а на «Ролан Гаррос» неожиданно проиграла в третьем раунде 87-й в мире Кларисе Фернандес.
Уимблдон 2002 года также закончился неудачно, поражением во втором раунде от Елены Лиховцевой. В конце июля Клейстерс вышла в финал турнира в Станфорде, обыграв Линдсей Дэвенпорт, однако в борьбе за титул проиграла Винус Уильямс. В августе совместно с Еленой Докич она взяла парный титул турнира в Лос-Анджелесе. На Открытом чемпионате США она доиграла до четвёртого раунда, где её не пустила дальше Амели Моресмо. В сентябре Ким сыграла в финале турнира в Токио, сумев обыграть в 1/2 № 4 в мире Елену Докич. В решающем матче она не смогла одолеть Серену Уильямс. В октябре Клейстерс стала чемпионкой на двух турнирах. В Фильдерштадте она смогла обыграть на поздних стадиях Линдсей Дэвенпорт, Амели Моресмо и в финале Даниэлу Гантухову. На турнире в Люксембурге Клейстерс на пути к титулу не проиграла ни сета. В Люксембурге она также выиграла парный приз в команде с Жанеттой Гусаровой. Набрав хорошую форму, она приняла участие в Итоговом турнире и смогла стать его победительницей. Клейстерс последовательно обыграла Чанду Рубин, Жюстин Энен, Винус Уильямс и в финале со счётом 7:5, 6:3 Серену Уильямс. Удачная игра в концовке сезона позволила финишировать на итоговом четвёртом месте женского рейтинга.
2003 год стал одним из лучших в карьере Клейстерс. Она усилила игру не только в одиночном разряде, но и в парном, где она добилась успехов в партнёрстве с японкой Ай Сугиямой. На старте сезона она сделала «победный дубль» на турнире в Сиднее, выиграв одиночные и парные соревнования. В решающих раундах одиночных соревнований она обыграла Жюстин Энен и Линдсей Дэвенпорт. На Открытом чемпионате Австралии она второй год подряд смогла доиграть до полуфинала. В феврале Клейстерс сыграла два турнира: в Антверпене и Скоттсдейле, где смогла выйти в финалы одиночного разряда и выиграть титулы в парах (с Ай Сугиямой). В Индиан-Уэллсе она выиграла дебютный титул на турнирах 1-й категории, одолев в финале Линдсей Дэвенпорт — 6:4, 7:5. На следующем турнире в Майами смогла доиграть до полуфинала, а в апреле поднялась в рейтинге на вторую строчку. В том месяце Ким сыграла только в Кубке Федерации и помогла разгромить Австрию в первом раунде турнира, завоевав для Бельгии три очка из пяти.
Грунтовый отрезок сезона Клейстерс провела на высоком уровне. В мае на турнире 1-й категории в Берлине удалось выиграть у двух теннисисток из топ-10 (Даниэлы Гантуховой и Дженнифер Каприати). В финале она сыграла против Жюстин Энен и проиграла в трёх сетах. На следующем статусном турнире в Риме уже удалось выиграть титул, обыграв в финале Амели Моресмо. На «Ролан Гаррос» Клейстерс приехала в статусе одного из фаворитов, имея второй номер посева. Она уверенно добралась до финала, проиграв по ходу турнира только один сет. Во втором для себя финале Открытого чемпионата Франции Клейстерс сыграла против соотечественницы Жюстин Энен — в первом в истории «бельгийском финале» Большого шлема. В очередном матче их соперничества (4-я встреча в сезоне и 13-я за карьеру) победу смогла одержать Жюстин Энен, и, таким образом, Клейстерс во второй раз проиграла в финале Большого шлема. Зато Клейстерс смогла выиграть дебютный титул на Больших шлемах в парном разряде. Совместно с Ай Сугиямой в финале смогли обыграть чемпионок «Ролан Гарроса» двух последних лет Вирхинию Руано Паскуаль и Паолу Суарес — 6:7, 6:2, 9:7.
В июне 2003 года на траве Клейстерс также показала сильные результаты. На разминочном перед Уимблдоном турнире в Хертогенбосе она выиграла титул, взяв в финале реванш за поражение в Париже у Жюстин Энен (на отказе соперницы во втором сете). На самом Уимблдоне она смогла доиграть до полуфинала, где в трёх сетах проиграла Винус Уильямс. В парном разряде совместно с Сугиямой удалось выиграть второй подряд Большой шлем. В финале они разобрались, как и в Париже, с парой Руано Паскуаль и Суарес — 6:4, 6:4. После Уимблдона, выиграв два матча, Клейстерс поучаствовала в разгроме Словакии в четвертьфинале Кубка Федерации. В конце июля она выиграла ещё один турнир — в Станфорде, обыграв в финале № 7 в мире Дженнифер Каприати. В начале августа на турнире 2-й категории Сан-Диего удалось выйти в финал после победы в 1/2 финала над Линдсей Дэвенпорт, но в борьбе за главный приз она проиграла Жюстин Энен. В парном разряде Клейстерс и Сугияма выиграли трофей и это позволило 4 августа 20-летней бельгийке возглавить парный рейтинг. Затем Клейстерс вышла в финал турнира в турнира в Лос-Анджелесе и этот результат позволил Клейстерс 11 августа стать первой ракеткой мира уже в одиночном рейтинге. Открытый чемпионат США она провела хорошо, обыграв в 1/4 финала Моресмо, а в 1/2 финала Дэвенпорт. В финале она сыграл против Энен однако, как и на «Ролан Гаррос», проиграла.
Осенью Клейстерс продолжила качественно выступать. В сентябре она сыграла один турнир в Лейпциге и вышла на нём в 1/2 финала. После этого турнира в октябре она выиграла турнир в Фильдерштадте, обыграв в финале Жюстин Энен. Это был уже шестой финал двух теннисисток из Бельгии и восьмая их встреча в сезоне, из которых каждая соперница выиграла по четыре матча, однако Энен была сильнее в четырёх из шести финалов, в том числе двух серии Большого шлема. На следующем для себя турнире в Цюрихе (1-й категория) Клейстерс вышла в полуфинал одиночного разряда и выиграла с Сугиямой парные соревнования. После девяти недель в статусе первой ракетки мира Клейстерс на неделю потеряла статус лидера рейтинга, однако после выигрыша в Люксембурге вновь возглавила мировой рейтинг. Продержаться на вершине удалось ещё две недели. На Итоговом турнире Клейстерс смогла второй год подряд стать победителем. Она выиграла все пять матчей турнира и в финале разгромила француженку Амели Моресмо — 6:2, 6:0. Однако из-за защиты прошлогодних рейтинговых очков по итогам сезона её обошла в рейтинге Жюстин Энен и Клейстерс завершила сезон в статусе второй ракетки мира. В парном разряде на Итоговом турнире она сыграла с Сугиямой и они сыграли в финале, в котором им «отомстили» за поражения в финалах во Франции и на Уимблдоне Руано Паскуаль и Суарес. В парном рейтинге Клейстерс завершила сезон 4-й в мире и в целом это был её последний полноценный сезон в карьере в парном разряде, в дальнейшем она сконцентрировала внимание на одиночных выступлениях.

### 2004—2005 (финал в Австралии, пропуски из-за травмы и первый личный титул Большого шлема)
Открытый чемпионат Австралии 2004 года завершился финалом между Клейстерс и Энен-Арденн. Они уже в третий раз встретились в финале Большого шлема за последние четыре турнира серии. В третий раз в них победу одержала Энен-Арденн и Клейстерс смогла только впервые для этих финалов выиграть сет, проиграв с общим счётом 3:6, 6:4, 3:6. В феврале она выиграла зальный турнир в Париже, нанеся в финале поражение Мэри Пирс. Этот титул стал 20-м в одиночном разряде основного тура для бельгийской спортсменки. Через неделю Клейстерс выиграла турнир в родной Бельгии — в Антверпене. В апреле она помогла своей сборной выиграть в перво раунде Кубка Федерации у Хорватии. Матч завершился с общим счётом 3:2, А Клейстерс смогла выиграть две личных встречи. В этот период Клейстерс начали мучить травмы и в грунтовой части сезона она сыграла только в Берлине, откуда была вынуждена сняться. Она пропустила большую часть сезона и вышла на корт на один турнир в октябре — в Хасселте, где в полуфинале против Елены Бовиной отказалась от продолжения матча во втором сете. Она получила новое повреждение левого запястья и досрочно завершила сезон. Длительные пропуски сказались на её рейтинге и к концу сезона она покинула топ-20.
Восстановление от травмы затянулось и Клейстерс пропустила Открытый чемпионат Австралии 2005 года. В рейтинге она потеряла много позиций и в феврале покинула пределы топ-100. Возвращение состоялось на турнире в Антверпене, в феврале, где она вышла в четвертьфинал. Весной она смогла показать, что смогла преодолеть последствия травм, триумфально сыграв на престижных турнирах в Индиан-Уэллсе и Майами. Она стала первой теннисисткой со времен Штеффи Граф, кому удалось выиграть связку этих супер-турниров в одном сезоне. В Индиан-Уэллсе она обыграла в полуфинале пятую ракетку мира Елену Дементьеву (6:4, 6:2), а в финале первую ракетку мира Линдсей Дэвенпорт (6:4, 4:6, 6:2). В Майами Клейстерс прошла по турнирной сетке ещё более мощно, не проиграв за семь матчей ни сета и победив на своём пути сразу четыре теннисистки из топ-10 (Мыскину, Дементьеву, Моресмо и в финале Марию Шарапову). Эти успехи позволили Клейстерс за месяц подняться со 133-го места в рейтинге сразу на 17-е.
В грунтовом отрезка сезона 2005 года Клейстерс сыграла только три турнира, из которых «Ролан Гаррос» завершился поражением в четвёртом раунде от Линдсей Дэвенпорт. В июне она выиграла турнир на траве в Истборне, а на Уимблдоне в четвёртом раунде вновь встретилась с Дэвенпорт и проиграла ей в трёх сетах. В июле она помогла сборной Бельгии попасть в мировую группу Кубка Федерации на следующий год, принеся в раунде плей-офф все три очка своей команде в матче с Аргентиной. В конце месяца стала чемпионкой турнира в Станфорде, переиграв в финале Винус Уильямс. Это позволило Клейстерс вернуть себе место в первой десятке мирового рейтинга. В августе она выиграла два титула подряд. Сначала на турнире 2-й категории в Лос-Анджелесе, а затем уже на турнире 1-й категории в Торонто, где в финале смогла переиграть Жюстин Энен — 7:5, 6:1. На Открытом чемпионате США, находясь в отличной форме, Клейстерс наконец-то смогла выиграть первый личный титул Большого шлема. Без особых проблем она преодолела стартовые раунды и затем на пути к финалу обыграла № 10 в мире Винус Уильямс и № 2 Марию Шарапову, затратив на эти матчи все три сета. В финале она сыграла против опытной Мэри Пирс и выиграла, отдав сопернице только четыре гейма (6:3, 6:1). После своего триумфа Клейстерс поднялась на третье место рейтинга.
После победы на Большом шлеме в США Клейстерс в конце сентября выиграла зальный турнир в Люксембурге и довела свою серию побед до 20 выигранных матчей подряд. На следующем турнире в Фильдерштадте она победила в 21-м матче подряд, но в четвертьфинале серия закончилась после поражения от Елены Дементьевой. В октябре Клейстерс девятый титул в сезоне на турнире в Хасселте. На Итоговый турнир сил уже не хватило и она не смогла выйти из группы, в которой обыграла Дементьеву, но уступила француженкам Моресмо и Пирс. В итоговом рейтинге 2005 года Клейстерс заняла второе место.

### 2006—2007 (возвращение на первое место рейтинга и уход из тенниса)

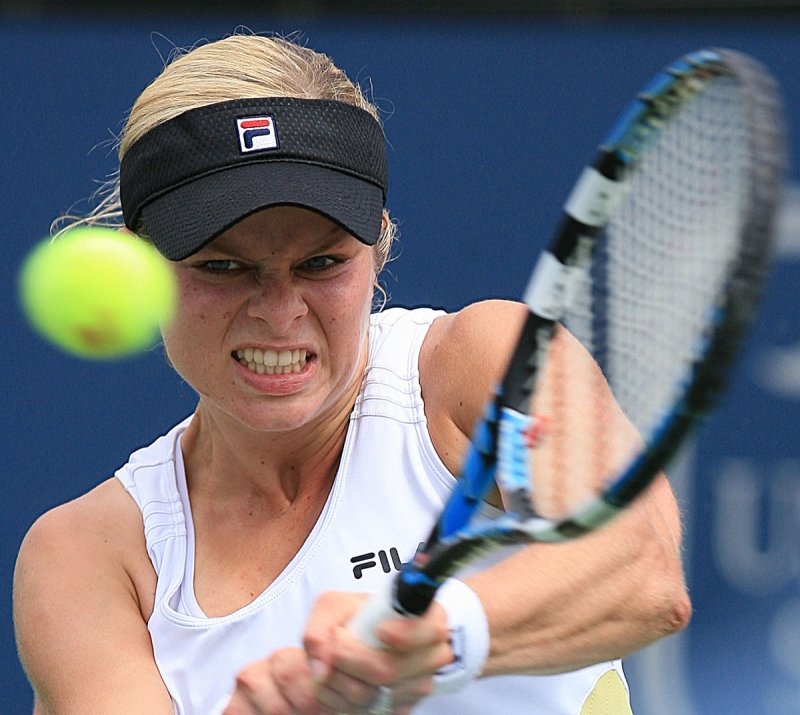
Клейстерс на турнире в Сан-Диего 2006 года

На Открытом чемпионате Австралии 2006 года Клейстерс доиграла до полуфинала и этот результат позволил бельгийке вернуться на шесть недель на первую позицию в рейтинге. В феврале она сыграла в финале турнира в Антверпене, а затем она не выступила из-за травмы лодыжки в Индиан-Уэллсе и проиграла в первом же матче в Майами. Потеря большого количества рейтинговых очков за прошлогодние победы на этих турнирах опустила Клейстерс на вторую строчку. В апреле она сыграла в четвертьфинале Кубка Федерации в составе команды Бельгии против сборной России. В первом матче она проиграла Елене Дементьевой, а на следующий день обыграла Марию Кириленко. В парной встрече с Энен-Арденн они проиграли, однако к тому моменту Бельгия обеспечила себе выход в полуфинал.
В грунтовой части сезона Клейстерс выиграла один титул на небольшом турнире в Варшаве, нанеся поражения в решающих раундах россиянкам Дементьевой и Кузнецовой. На Открытом чемпионате Франции она доиграла до полуфинала, в котором уступила Энен-Арденн. На Уимблдоне она также доиграла до полуфинала, в котором вновь непреодолимым препятствием оказалась игра Энен-Арденн. В июле она помогла Бельгии пройти в финал Кубка Федерации, выиграв два матча полуфинала со сборной США. После этого Клейстерс неплохо сыграла турниры в Станфорде, где выиграла титул в четвёртый раз, и в Сан-Диего, где смогла дойти до финала. Однако на Открытом чемпионате США она не смогла принять участие и защитить свой прошлогодний титул. На турнире в Монреале она упала на левое запястье в стартовом матче и не выходила на корт до октября. Возвращение состоялось на турнире в Хасселте, где она выиграла титул. На Итоговом турнире она выступила в группе с российскими теннисистками, выиграв у Дементьевой и Кузнецовой и проиграв Шараповой. Пройдя в полуфинал она проиграла Амели Моресмо и завершила сезон в статусе пятой ракетки мира.
В сезоне 2007 года Клейстерс стартовала с победы на турнире в Сиднее. На Открытом чемпионате Австралии она смогла выйти в полуфинал, в котором уступила Марии Шараповой. В целом на Большом шлеме в Мельбурне она с 2002 по 2007 год всегда выходила минимум в полуфинал, пропустив всего один розыгрыш турнира. В феврале она смогла выйти в финал зального турнира в Антверпене. В мае 2007 года Клейстерс объявила о своём уходе из тенниса. Это было вызвано проблемами со здоровьем и уход из тенниса состоялся за месяц до её 24-летия.

### 2009—2010 (начало второго этапа карьеры, два титула Большого шлема в США)

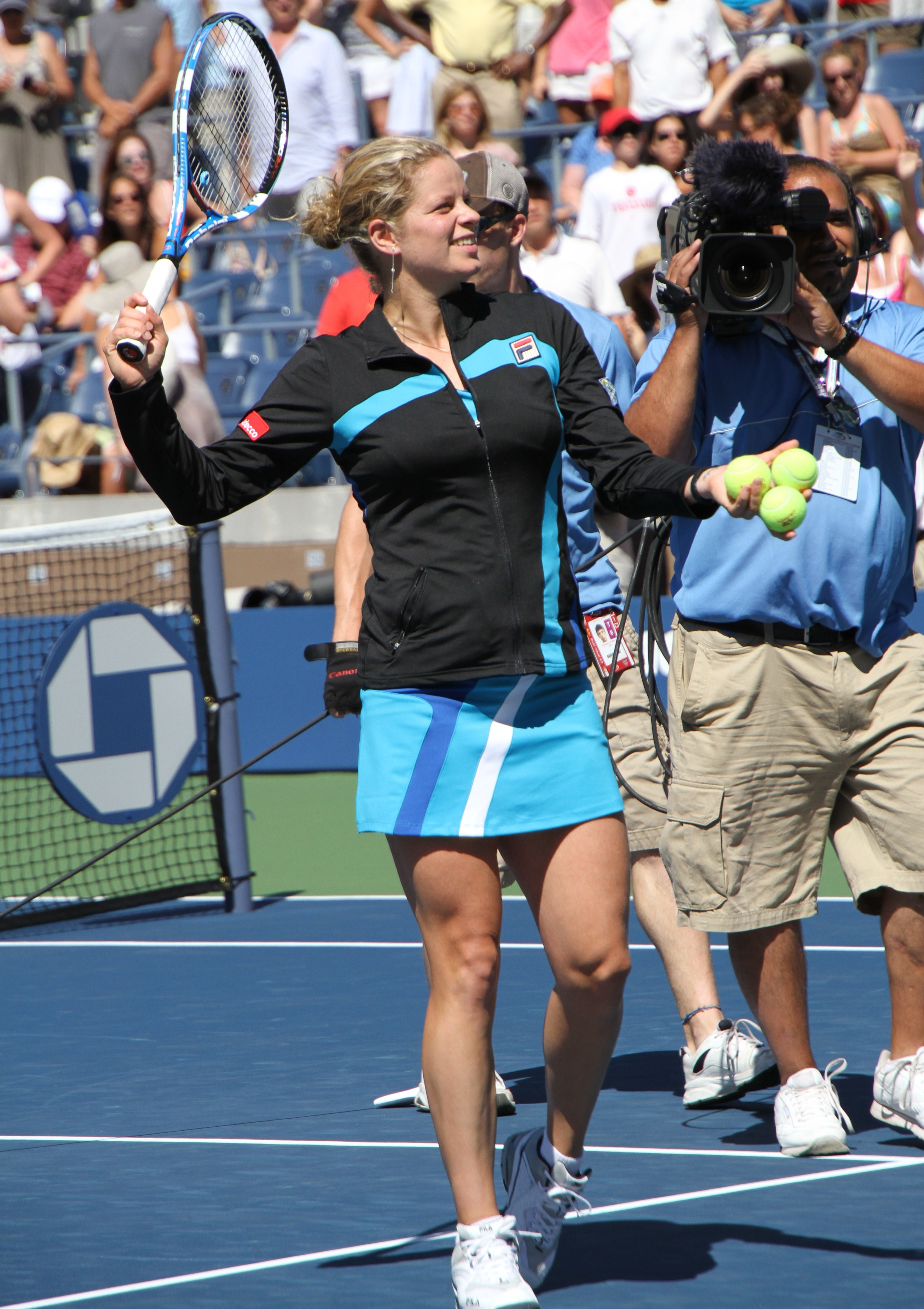
Клейстерс на Открытом чемпионате США 2010 года

Во время перерыва в карьере у Клейстерс произошли важные личные события. 27 февраля 2008 года она родила дочь Джаду. А через 11 месяцев потеряла отца Лео, который умер после продолжительной болезни.
26 марта 2009 года Клейстерс объявила о своем возвращении в большой спорт. Первый официальный матч после возвращения прошёл 11 августа на турнире WTA в Цинциннати против француженки Марион Бартоли (6:4, 6:3). В целом она смогла дойти до четвертьфинала того турнира. Всего третьим турниром по счёту после возвращения стал Открытый чемпионат США, куда Клейстерс попала, как и на предыдущие два турнира, получив уайлд-кард, потому-что не имела рейтинга на тот момент. В четвёртом раунде она обыграла третью ракетку мира Винус Уильямс, затем обыграла китаянку Ли На, а в полуфинале вторую в мире на тот момент Серену Уильямс. 13 сентября в финале открытого чемпионата США Клейстерс выиграла у датской теннисистки Каролины Возняцки — 7:5, 6:3 и во второй раз в карьере стала победительницей турнира Большого шлема в одиночном разряде. Она стала первой с 1980 года теннисисткой, родившей ребёнка и после этого победившей на турнире Большого шлема в одиночном разряде (на Уимблдоне-1980 это удалось австралийке Ивонн Гулагонг-Коули), а также первой чемпионкой Открытого чемпионата США, которая попала на турнир через уайлд-кард. После своего триумфа Клейстерс получила место в рейтинге и, благодаря большому количеству полученных очков, разом смогла занять 19-е место.
В 2010 году Клейстерс провела первый полноценный сезон после возвращения. Уже на старте она взяла титул на турнире в Брисбене и обыграла в финале Жюстин Энен, в их первом матче после возобновления своих карьер. Однако на Открытом чемпионате Австралии она неожиданно разгромно проиграла Надежде Петровой, взяв у соперницы лишь один гейм за два сета. Весной отличный результат пришёлся на Премьер-турнир высшей категории в Майами. Клейстерс смогла стать его чемпионкой, обыграв в том числе трёх теннисисток из топ-10 (Викторию Азаренко, Саманту Стосур и в финале Винус Уильямс. В полуфинале она также смогла переиграть второй раз в сезоне Жюстин Энен. Победа в Майами позволила Клейстерс самой войти в топ-10 мирового рейтинга. Грунтовой отрезок сезона она практически пропустила, сыграв только на одном турнире и пропустив «Ролан Гаррос».
Летом на Уимблдонском турнире Клейстерс доиграла до четвертьфинала и в четвёртом раунде обыграла Жюстин Энен. Этот матч стал последним из официальных в истории соперничества двух бельгийских теннисисток. До него счёт их личных встреч был равным (по 13 побед у каждой) и Клейстерс этой победой смогла выйти вперёд в их противостоянии. При этом после возобновления карьер обеих теннисисток побеждала только Клейстерс, трижды обыгравшая Энен. В августе Клейстерс выиграла турнир серии Премьер 5 в Цинциннати, сумев обыграть в финале Марию Шарапову — 2:6, 7:6(4), 6:2. После этого титула она поднялась на четвёртое место рейтинга. На Открытый чемпионат США Клейстерс приехала защищать свой прошлогодний титул и успешно справилась со своей задачей. Перед финалом она сыграла два трёхсетовых матча: в 1/4 финала с Самантой Стосур и в 1/2 финала с Винус Уильямс, а в финале уже в меньшей борьбе обыграла Веру Звонарёву — 6:2, 6:1. Таким образом, Клейстерс в третий раз подряд для себя, начиная с 2005 года, выиграла Большой шлем в США (с 2006 по 2008 год она пропускала турнир). Осенью она сыграла только на Итоговом турнире и провела его великолепно, став чемпионкой турнира третий раз в карьере и впервые с 2003 года. На групповом этапе Клейстерс победила в двух матчах (с Азаренкой и Янкович и проиграла только Звонарёвой. В полуфинале она оказалась сильнее Саманта Стосур, а в финале выиграла у первой ракетки мираКаролины Возняцки — 6:3, 5:7, 6:3. После этого успеха она классифицировалась на итоговом третьем месте рейтинга в сезоне.

### 2011—2012 (победа в Австралии, неделя на вершине рейтинга и завершение второго этапа карьеры)

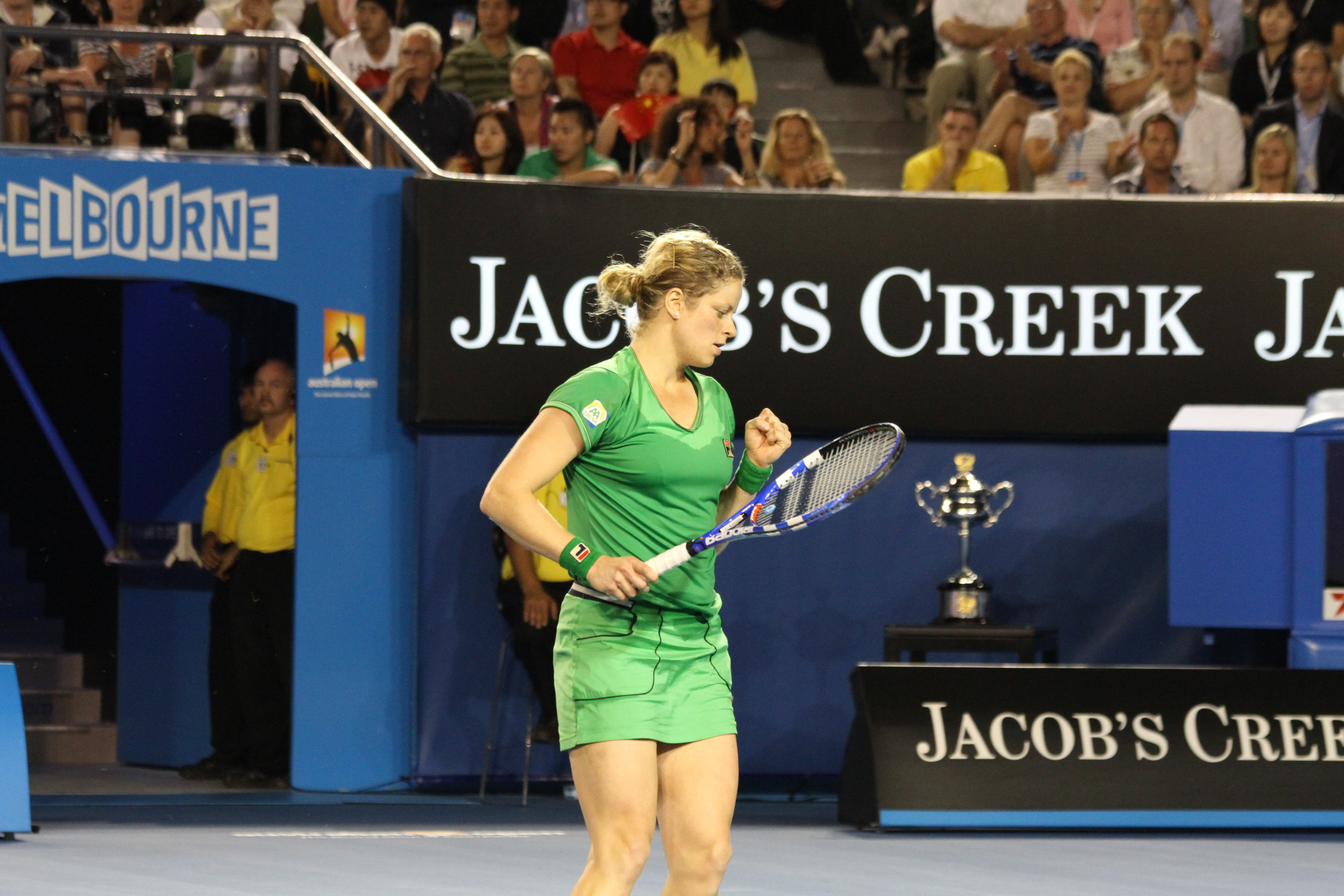
Клейстерс на Открытом чемпионате Австралии 2011 года

Очередной сезон Клейстерс начала с финала в Сиднее, где проиграла Ли На в двух сетах — 6:7(3), 3:6, ведя в первом сете 5:0. Спустя две недели она взяла реванш у китайской теннисистки, выиграв в финале Открытого чемпионата Австралии со счётом 3:6, 6:3, 6:3. Также на пути к финалу она смогла обыграть в полуфинале вторую ракетку мира Веру Звонарёву — 6:3, 6:3. Эта победа стала четвёртой для бельгийки на турнирах Большого шлема и последней в карьере. Также, как позже оказалось, этот титул стал последним в профессиональной карьере Клейстерс и 41-м по счёту. За день до финала Австралийского чемпионата Ким Клейстерс объявила, что, возможно, завершит свою теннисную карьеру в этом сезоне.
Победа на Открытом чемпионате Австралии позволила Клейстерс переместиться с 3-го на 2-е место рейтинга. Следующим выступлением стала игра за сборную Бельгии в Кубке Федерации, где Клейстерс помогла своей сборной выйти в полуфинал. Она выиграла две личных встречи у американок и Бельгия победила с общим счётом 4:1. Это выступление стало последним для Клейстерс в составе сборной. После успешного выступления в Кубке Федерации, бельгийка приняла участие в зальном турнире в Париже, где дошла до последнего в карьере финала. Уже после двух выигранных матчей Клейстерс набрала достаточно очков, чтобы обойти в рейтинге Каролину Возняцки и вновь стать первой ракеткой мира (впервые после своего возвращения в WTA-тур), спустя 256 недель после предыдущего пребывания на первой позиции рейтинга. Клейстерс стала первой теннисисткой, сумевшей подняться на 1-ю строчку рейтинга после рождения ребёнка. Однако на вершине рейтинга она смогла удержаться лишь одну неделю, доведя общий счёт по количеству недель в статусе первой в мире до 20.
На весенних турнирах 2011 года высшей категории Премьер Клейстерс могла максимум дойти до четвертьфинала в Майами. После полученной в апреле травмы выступления Ким были неудачны — на тех немногих турнирах, где она выступала (Открытый чемпионат Франции, Хертогенбос, Торонто), она не доходила до третьего круга. Так и не набрав очков до конца сезона, Клейстерс оказалась вне первой десятки рейтинга. Тем не менее она решила отменить свои намерения об окончании карьеры в 2011 году. В октябре она объявила, что готовится к играм следующего года и начнёт новый сезон с выступлений в Австралии.
2012 год Клейстерс начала на турнире в Брисбене и дошла до полуфинала, где выиграла у Даниэлы Гантуховой первый сет, а во втором снялась с матча из-за травмы левого бедра. На Открытом чемпионата Австралии во время матча четвёртого круга против Ли На посреди первого сета Клейстерс неудачно ступила на левую ногу, повредив голеностоп. Была наложена фиксирующая повязка, и Клейстерс продолжила матч, но менее активно передвигалась по корту и проиграла первую партию. Тем не менее ей удалось взять следующий сет на тай-брейке, отыграв у китаянки четыре матчбола подряд. Клейстерс выиграла матч 4:6, 7:6(6), 6:4, а в следующем круге обыграла первую ракетку Каролину Возняцки — 6:3, 7:6(4). Но повторить прошлогодний успех бельгийке не дала Виктория Азаренко, которая обыграла её в полуфинале 6:4, 1:6, 6:3, а затем выиграла финал, став новой первой ракеткой мира.
Из-за травмы, полученной в Австралии, Клейстерс пропустила несколько турниров и вернулась на корт лишь в Майами, но неудачно: она проиграла в третьем круге соревнований своей соотечественнице Янине Викмайер. После этого поражения Клейстерс приняла решение пропустить весь грунтовый сезон и выйти на корт на турнире в Хертогенбосе. На этом турнире она дошла до 1/2 финала, но уступив дорогу в финал польке Урcуле Радваньской. Бельгийка отказалась выходить на корт по болезни. На Уимблдоне Клейстерс проиграла в четвёртом круге, уступив дорогу в четвертьфинал немке Анжелике Кербер.
На единственных в карьере Олимпийских играх в Лондоне Клейстерс проиграла в 1/4 финала будущей серебряной медалистке Марии Шараповой, обыграв до этого матча Роберту Винчи, Карлу Суарес Наварро и Ану Иванович. На последнем в сезоне-2012 турнире Большого шлема — Открытом чемпионате США — бельгийка смогла лишь преодолеть барьер первого раунда, победив американку Викторию Дюваль, а уже во втором уступила британке Лоре Робсон на двух тай-брейках. После этого турнира Клейстерс вновь объявила о завершении профессиональной карьеры.

### 2020—2021 (второе возвращение в теннис и окончательное завершение карьеры)
В начале 2020 года Клейстерс приняла решение вернуться в тур. К этому моменту ей было 36 лет и она была матерью трёх детей. 17 февраля на Премьер-турнире в Дубае в первом профессионально матче с 2021 года она проиграла испанке Гарбинье Мугуруса 2:6, 6:7(6). Затем она сыграла на турнире в Монтеррее и также уступила в первом раунде — на этот раз Йоханне Конта. В планы Клейстерс неожиданно вмешались внешние обстоятельства, а именно отмена большинства турниров из-за пандемии коронавирусной инфекции. Поэтому следующий раз она вышла на корт в сентябре на Открытом чемпионате США, проиграв там в первом раунде Екатерине Александровой. Больше в том сезоне она не играла. В 2021 году Клейстерс вышла на корт дважды в октябре и оба своих матча проиграла.

## Выступления на турнирах
- бывшая первая ракетка мира в одиночном и парном разрядах
- победительница шести турниров Большого шлема (четыре раза в одиночном и два в парном разрядах)
- победительница трёх Итоговых турниров WTA в одиночном разряде
- победительница 52 турниров WTA (из них 41 в одиночном разряде)
- обладательница Кубка Федерации (2001) в составе национальной сборной Бельгии
- победительница двух юниорских турниров Большого шлема в парном разряде.